# Ula-ai-hawane
L'ula-ai-hawane (Ciridops anna) és un ocell extint de la família dels fringíl·lids (Fringillidae) que habitava l'illa de Hawaii. És l'única espècie del gènere Ciridops observada viva pels científics, si bé es coneix material fòssil d'altres espècies, extintes en època prehistòrica, com Ciridops tenax.

## Descripció
- Aquest ocell amb aspecte general de pinsà feia una llargària d'11 cm. Potes i bec groguenc.
- Els adults coloració general vermell. Cap, clatell i coll gris argent. Capell, ales, pit, espatlla i cua negre.
- Immaturs marrons amb pit gris blavós, ales i cua negres, i la part posterior de color marró verdós.

## Alimentació
Es creu que aquest ocell s'alimentava de llavors i flors i fruites d'algunes palmeres hawaianes.

## Hàbitat i distribució
Sempre va ser albirat a prop de palmeres del gènere Pritchardia a les muntanyes dels districtes de Kona, Hilo i Kohala, a Hawaii septentrional. Les últimes cites confirmen que l'ocell habitava les muntanyes de Kohala en 1892.